# سازمان رزمندگان پیشگام مستضعفین ایران
سازمان رزمندگان پیشگام مستضعفین ایران یا آرمان مستضعفین یکی از گروه‌هایی بود که در سال‌های اول پس از انقلاب ایران، به فعالیت سیاسی و اجتماعی مشغول بود. این گروه نشریه‌ای به نام «آرمان مستضعفین» یا «پیام مستضعفین» منتشر می‌کردند.

## پیشینه و فعالیت
این سازمان در تابستان سال ۱۳۵۵ پایه‌گذاری شد، ولی عمدتاً پس از انقلاب، یعنی در سال‌های ۵۸ و ۵۹ به فعالیت فکری پرداخت و در دزفول بسیار فعال بود. از رهبران اصلی این گروه فردی به نام باقر (حسن) برزویه بود که از پیش از انقلاب در فعالیت‌های فرهنگی شرکت داشت و از طرفداران فکری علی شریعتی بود. فعالیت این گروه که اعضای آن چندان زیاد نبود و با مبارزهٔ مسلحانه مخالفت می‌کرد، تا سال ۶۰ ادامه داشت. در جریان روی آوردن مجاهدین خلق به جنگ مسلحانه، در این سازمان نیز انشعابی روی داد.
بسیاری از اعضا از جمله برزویه، اربابی و سحرخیز در بهمن ۱۳۶۰ دستگیر شدند و برخی از اعضا نیز به خارج از کشور رفتند. هیچ‌یک از اعضای رهبری این گروه از جمله رهبر آن باقر برزویه اعدام نشدند. برزویه هم بعد از آزادی از زندان دیگر فعالیت سیاسی نکرد، اما دو نفر از اعضای سابق دانشجویی این گروه به نام‌های مجید پوررمضان و مهدی سعیدیان ۱۲ مرداد ۶۷ و ۶ مهر ۶۷ در گوهردشت و اوین به اتهام عضویت در سازمان مجاهدین خلق ایران اعدام شدند. پوررمضان در دادگاه نپذیرفت که در ارتباط با «آرمان مستضعفین» دستگیر شده و اتهام خود را مجاهد عنوان کرد، و سعیدیان نیز در زندان طبق تصمیم‌گیری دسته‌جمعی مانند بسیاری از هم‌فکرانش، خود را مجاهد اعلام کرد و پس از آزادی با این سازمان همکاری کرد (زیرا اکثریت اعضای گروه آرمان مستضعفان در زندان بودند یا اعدام شده بودند)؛ و پس از دستگیری مجدد در ارتباط با این گروه اعدام شد. در رشت نیز سه نفر از هواداران این گروه (به نام‌های مسعود، سعید و ایرج ببری) اعدام شده‌بودند؛ در زندان مشهد مرتضی عجم که در زندان هوادار مجاهدین شده بود در سال ۶۷ اعدام شد. پیشتر نیز برادران طباطبایی اهل قمشه در زندان اصفهان اعدام شده‌بودند. محمدرضا روانیان،حسین متقی (اهل همدان)، حسین جنگی، رسول آقایی و عبدالعلی آقایی (اهل سبزوار) نیز بدون آن‌که هیچ عملیات نظامی داشته باشند در سال‌های اولیهٔ دههٔ ۶۰ به جرم داشتن باور متفاوت اعدام شدند. در سال ۶۰ سه نفر از هواداران این گروه به نام‌های برادران نصیری و بهرام برناس به تیم‌های عملیاتی مجاهدین پیوستند و پس از دستگیری اعدام شدند.
در برخی منابع، از احسان شریعتی به عنوان یکی از افراد تأثیرگذار بر این گروه نام برده می‌شود.